# U 254
U 254 war ein deutsches Unterseeboot der Kriegsmarine im Zweiten Weltkrieg.

## Geschichte des Bootes
U 254 wurde am 23. September 1939 bei der Vegesacker Werft, Bremen in Auftrag gegeben, und am 14. Dezember 1940 als Neubau 019 auf Kiel gelegt. Nach neun Monaten Bauzeit wurde U 254 am 20. September 1941 vom Stapel gelassen und am 8. November desselben Jahres unter dem Kommando von Kapitänleutnant Hans Gilardone in Dienst gestellt. Für die nächsten sieben Monate fuhr U 254 in der Ostsee als Ausbildungsboot der in Danzig stationierten 8. U-Flottille, bevor es mit der Wirkung vom 1. August 1942 der 9. U-Flottille als Frontboot unterstellt wurde. Das Boot führte vor seinem Untergang drei Feindfahrten, eine unter Kptlt Odo Loewe und zwei unter Kptlt Hans Gilardone, durch und versenkte dabei drei Schiffe mit einer Gesamttonnage von 18.553 BRT.

## Einsatz

### 1. Feindfahrt
U 254 unter Kptlt Hans Gilardone lief am 14. Juni 1942 um 07:10 Uhr aus. Es war zu diesem Zeitpunkt noch ein Ausbildungsboot der 8. U-Flottille, aus Kiel zur ersten Feindfahrt in den Nordatlantik aus. Es verlegte zunächst ins norwegische Kristiansand, wo nochmals Brennstoff ergänzt wurde, bevor es am 16. Juni um 05:05 Uhr erneut in See stach. Auf dieser 35 Tage, 7 Stunden und 30 Minuten langen Fahrt operierte das Boot im Nordatlantik, westlich von Island und östlich von Neufundland. Vor dem Einlaufen in Brest am 19. August erzielte Kapitänleutnant Gilardone die Versenkung eines Schiffes, des britischen Frachters Flora II mit 1218 BRT.

### 2. Feindfahrt
Als U 254 Brest am 21. September 1942 um 19:00 Uhr zur zweiten Feindfahrt verließ, wurde es von Kptlt Odo Loewe in Vertretung für Kptlt Gilardone kommandiert. Die Fahrt war 30 Tage lang und die Operationsgebiete lagen erneut im Nordatlantik und östlich von Neufundland. Kptlt Loewe gelang am 3. Oktober die Versenkung des 11.327 BRT großen US-amerikanischen Motortankers Esso Williamsburg und am 9. Oktober die Versenkung des 6.098 BRT großen britischen Frachters Pennington Court. Das Boot kehrte am 22. Oktober in seinen Heimathafen Brest zurück und wurde wieder von Kptlt Gilardone übernommen.

### 3. Feindfahrt
Am 21. November 1942 liefen U 254 und Kptlt Hans Gilardone zur dritten Feindfahrt von Brest aus. Es operierte erneut im Nordatlantik und wurde zusammen mit zehn anderen Booten auf den Geleitzug HX-217 angesetzt, jedoch konnten keine Versenkungen oder Beschädigungen erzielt werden.

## Das Ende vonU 254
Am 8. Dezember 1942 um 21:34 Uhr befand sich ObltzS Hans-Hartwig Trojers U 221 an der Wasseroberfläche in einem dichten Nebel und schwerer Dunkelheit. Plötzlich tauchte ein anderes U-Boot vor dem Bug von U 221 auf, so dass eine Kollision unvermeidbar wurde. U 221 traf das andere Boot direkt hinter dem Turm in Höhe der Kombüse, doch es war noch schwimmfähig. U 221 nährte sich dem Boot, welches jedoch völlig unerwartet am Heck absackte und nur vier Überlebende im Wasser zurückließ. Es stellte sich später heraus, dass U 221 U 254 von Kptlt Hans Gilardone versenkt hatte. 41 Besatzungsmitglieder von U 254, darunter auch der Kommandant, kamen ums Leben, während die vier Überlebenden des Bootes von U 221 aufgenommen und nach Frankreich gebracht wurden. Das Wrack befindet sich im ehemaligen Marineplanquadrat AK 2551 auf der Position 58°44' N - 33°02' W.

## U-Bootgruppen, mit welchenU 254operierte
| Wolfsrudel | Zeit                                   |
| ---------- | -------------------------------------- |
| Luchs      | 27. September 1942 bis 6. Oktober 1942 |
| Panther    | 6. Oktober 1942 bis 12. Oktober 1942   |
| Leopard    | 12. Oktober 1942 bis 14. Oktober 1942  |
| Panzer     | 27. November 1942 bis 8. Dezember 1942 |